# Campionati europei di nuoto 2010 - 400 metri stile libero maschili
Le qualifiche per finale si sono svolte la mattina del 9 agosto 2010, mentre la finale si è svolta la sera dello stesso giorno.

## Medaglie
| Posizione | Atleta          | Paese    |
| --------- | --------------- | -------- |
| Oro       | Yannick Agnel   | Francia  |
| Argento   | Paul Biedermann | Germania |
| Bronzo    | Gergő Kis       | Ungheria |

## Record
Prima della manifestazione il record del mondo (RM), il record europeo (EU) e il record dei campionati (RC) sono i seguenti.
|  | 3'40"07 | Paul Biedermann Germania | 26 luglio 2009 Roma, Italia          |
|  | 3'40"07 | Paul Biedermann Germania | 26 luglio 2009 Roma, Italia          |
|  | 3'45"10 | Yuriy Prilukov Russia    | 18 marzo 2008 Eindhoven, Paesi Bassi |

Nel corso della competizione non sono stati migliorati record.

## Risultati

### Batterie
| Pos. | Atleta                 | Nazionalità          | Tempo   | Batteria | Corsia | Note |
| ---- | ---------------------- | -------------------- | ------- | -------- | ------ | ---- |
| 1    | Nikita Lobintsev       | Russia               | 3:49.92 | 2        | 6      |      |
| 2    | Robbie Renwick         | Gran Bretagna        | 3:50.00 | 4        | 3      |      |
| 3    | Paul Biedermann        | Germania             | 3:50.07 | 2        | 4      |      |
| 3    | Sébastien Rouault      | Francia              | 3:50.07 | 3        | 4      |      |
| 5    | Yannick Agnel          | Francia              | 3:50.27 | 4        | 4      |      |
| 6    | Gergő Kis              | Ungheria             | 3:50.67 | 3        | 6      |      |
| 7    | Clemens Rapp           | Germania             | 3:50.95 | 3        | 5      |      |
| 7    | Cesare Sciocchetti     | Italia               | 3:50.95 | 4        | 5      |      |
| 9    | Mads Glæsner           | Danimarca            | 3:51.15 | 3        | 2      |      |
| 10   | Przemysław Stańczyk    | Polonia              | 3:51.22 | 3        | 7      |      |
| 11   | David Carry            | Gran Bretagna        | 3:52.40 | 3        | 3      |      |
| 12   | David Brandl           | Austria              | 3:52.93 | 2        | 2      |      |
| 13   | Andrea Busato          | Italia               | 3:53.32 | 2        | 5      |      |
| 14   | Dorde Markovic         | Serbia               | 3:53.43 | 3        | 1      |      |
| 15   | Florian Janistyn       | Austria              | 3:53.73 | 2        | 8      |      |
| 16   | Sebastien Fraysse      | Francia              | 3:53.90 | 2        | 3      |      |
| 17   | Nikolay Bulakhov       | Russia               | 3:54.12 | 4        | 2      |      |
| 18   | MacIej Hreniak         | Polonia              | 3:54.15 | 4        | 7      |      |
| 19   | Alexander Shimin       | Russia               | 3:54.30 | 1        | 4      |      |
| 20   | Krzysztof Pielowski    | Polonia              | 3:54.44 | 1        | 5      |      |
| 21   | Balazs Gercsak         | Ungheria             | 3:55.62 | 1        | 3      |      |
| 22   | Sergiy Frolov          | Ucraina              | 3:56.09 | 4        | 8      |      |
| 23   | Alin Alexandru Artimon | Romania              | 3:56.60 | 1        | 6      |      |
| 24   | Ryan Harrison          | Irlanda              | 3:56.71 | 1        | 2      |      |
| 25   | Dominik Meichtry       | Svizzera             | 3:57.99 | 2        | 7      |      |
| 26   | Norbert Kovács         | Ungheria             | 3:58.04 | 1        | 7      |      |
| 27   | Mateusz Sawrymowicz    | Polonia              | 3:58.99 | 2        | 1      |      |
| 28   | Dominik Koll           | Austria              | 4:01.44 | 3        | 8      |      |
| 29   | Patrik Rakos           | Ungheria             | 4:07.29 | 4        | 1      |      |
| 30   | Ensar Hajder           | Bosnia ed Erzegovina | 4:11.50 | 1        | 8      |      |
| 31   | Vadym Leps'kyy         | Ucraina              | 4:21.67 | 1        | 1      |      |
|      | Robert Bale            | Gran Bretagna        | dns     | dns      | dns    | dns  |

### Finale
| Pos. | Atleta             | Nazionalità   | Corsia | Tempo   | Note |
| ---- | ------------------ | ------------- | ------ | ------- | ---- |
|      | Yannick Agnel      | Francia       | 2      | 3:46.17 |      |
|      | Paul Biedermann    | Germania      | 3      | 3:46.30 |      |
|      | Gergő Kis          | Ungheria      | 7      | 3:48.14 |      |
| 4    | Nikita Lobintsev   | Russia        | 4      | 3:48.46 |      |
| 5    | Sébastien Rouault  | Francia       | 6      | 3:48.84 |      |
| 6    | Robbie Renwick     | Gran Bretagna | 5      | 3:49.13 |      |
| 7    | Clemens Rapp       | Germania      | 1      | 3:49.27 |      |
| 8    | Cesare Sciocchetti | Italia        | 8      | 3:51.54 |      |